# Långtjärnen (Arvidsjaurs socken, Lappland, 729105-164095)
Långtjärnen är en sjö i Arvidsjaurs kommun i Lappland och ingår i Byskeälvens huvudavrinningsområde. Sjön har en area på 0,107 kvadratkilometer och ligger 385,5 meter över havet.

## Delavrinningsområde
Långtjärnen ingår i det delavrinningsområde (729005-164147) som SMHI kallar för Utloppet av Njallejaure. Medelhöjden är 404 meter över havet och ytan är 15,15 kvadratkilometer. Räknas de 16 avrinningsområdena uppströms in blir den ackumulerade arean 319,34 kvadratkilometer. Långträskälven som avvattnar avrinningsområdet har biflödesordning 2, vilket innebär att vattnet flödar genom totalt 2 vattendrag innan det når havet efter 164 kilometer. Avrinningsområdet består mestadels av skog (69 procent). Avrinningsområdet har 2,53 kvadratkilometer vattenytor vilket ger det en sjöprocent på 16,7 procent.